# Heydays Are Gone
 (mai 2011).
Si vous disposez d'ouvrages ou d'articles de référence ou si vous connaissez des sites web de qualité traitant du thème abordé ici, merci de compléter l'article en donnant les références utiles à sa vérifiabilité et en les liant à la section « Notes et références ».
Heydays Are Gone est un mini-LP de Jérôme Soligny, paru en 1982.
Il est produit par Elliott Murphy, qui chante un couplet sur But I Stay With You 

## Titres
- A1  But I Stay With You
- A2  City Kid
- A3  Don't Ask Me
- B1  You're Old Enough
- B2  Dash Away (I've Seen Her )

## Projet de réédition
Il était prévu au début de l'année 2009 la réédition du mini LP, "Heydays Are Gone". Cette version, limitée à 500 exemplaires, devait comporter en plus des titres originaux, des démos de l'époque, des titres supplémentaires, les photos de l'enregistrement, textes et paroles, coupures de presse, des images TV, une dédicace de l'artiste et une surprise...

Le projet a été retardé par cause de sortie de la bio de David Bowie.